# Diaboleíta
La diaboleíta o diaboleita es un mineral cloruro encuadrado en la clase de los minerales haluros, y dentro de esta pertenece al llamado “grupo de la diaboleíta”. Fue descubierta en 1923 en Priddy, Somerset (Inglaterra), siendo nombrada así del griego "separado de boleíta", por el mineral boleíta, relacionado con este.

## Características químicas
Es un cloruro hidroxilado de cobre y plomo, que cristaliza en el sistema tetragonal, ditetragonal piramidal, de color azul intenso. Aparece en forma de cristales tabulares de contorno rectangular, hemimórficos. Por su aspecto puede ser confundida con la cumengeíta.

## Formación y yacimientos
Se encuentra como mineral secundario producido por alteración de minerales de plomo y cobre en entornos salinos, cerca del mar o en zonas desérticas. También se encuentra en escorias antiguas expuestas a la acción del agua de mar. Suele encontrarse asociado a otros minerales como: cloroxifita, hidrocerusita, mendipita, cerusita, boleíta, wherryíta, hidrocerusita, leadhillita, fosgenita, caledonita, atacamita o paratacamita. Es un mineral poco frecuente, que se conoce en alrededor de 50 localidades, en las que aparece diseminado en cantidades pequeñas. Son muy conocidos los ejemplares con microcristales  procedentes de la mina Mammoth-Saint Anthony , en  Tiger,  condado de  Pinal Co., Arizona (USA). En Chile se ha encontrado en alrededor de una docena de localidades, en las provincias de Antofagasta y Copiapó. En España se ha encontrado en la mina Reixidora, en Vegadeo (Asturias).